# Trucidocynodon riograndensis
Trucidocynodon riograndensis (лат.) — вымерший вид цинодонтов семейства Ecteniniidae, обитавших в позднем триасовом периоде (карнийский век) на территории Бразилии. Типовой и единственный вид в составе рода Trucidocynodon. Окаменелости найдены в обнажении верхней части формации Санта-Мария в геопарке Палеоррота, муниципалитет Агуду. Trucidocynodon — один из наиболее хорошо изученных триасовых цинодонтов, поскольку его голотип — почти полный сочленённый скелет.

## Описание
T. riograndensis — вид плотоядных цинодонтов, тесно связанных с Ecteninion lunensis и Diegocanis eleganus из верхнетриасовой формации Исчигуаласто в Аргентине. От других Ecteniniidae он отличается в нескольких аспектах, в том числе более крупными размерами. Голотипный скелет достигает в длину 1,2 м, в том числе череп длиной около 18,8 см. Голотип UFRGS PV-1053-T зарегистрирован в Федеральном университете Риу-Гранди-ду-Сул (UFRGS) вместе с четырьмя паратипами, основанными на посткраниальных окаменелостях. Второй череп был описан в 2018 году из того же места. Этот череп — CAPPA/UFSM 0029 — на 17 % больше, чем голотипный. Trucidocynodon считается одним из крупнейших известных плотоядных цинодонтов триаса, а также одним из крупнейших из группы Probainognathia во всём мезозое.

## Палеобиология
Биомеханическое исследование показало, что у Trucidocynodon были не только выпрямленные конечности, но и, возможно, пальцеходящие передние конечности, и это одним из первых синапсид, демонстрирующих адаптацию к бегу. Однако, скорее всего, он не был специализированным бегуном, в отличие от копытных и некоторых других современных бегающих млекопитающих.